# DanID
Nets DanID A/S er et selskab ejet af Nets Denmark. Nets DanID A/S står for NemID systemet, som skal bruges til at logge på netbanker og visse offentlige it-systemer.